# Kossi Efoui
Kossi Efoui est un écrivain togolais francophone né en 1962 à Anfoin. Étudiant en philosophie à l'université de Lomé, il prend part au mouvement de contestation du régime de Gnassingbe Eyadema. 
Ses activités politiques lui valent quelques ennuis avec les autorités de son pays et finissent par le contraindre à l'exil, puis à l'installation en France. Dramaturge, chroniqueur (notamment un temps pour Jeune Afrique) et romancier, il est l'un des jeunes auteurs africains les plus originaux et les plus détachés d'une certaine obligation de fidélité au panafricanisme et à la négritude qui pesait sur ses prédécesseurs. 
Depuis 2006, en tant que dramaturge il collabore avec la Compagnie Théâtre Inutile, basée à Amiens, et son metteur en scène, Nicolas Saelens.
En 2023, l'université de Lomé à travers la Faculté des Lettres, Langues et Arts, lui décerne un diplôme d'excellence en tant qu'ancien étudiant de ce temple du savoir et pour l'ensemble de ses œuvres à travers le monde littéraire.